# Isopeda deianira
Isopeda deianira là một loài nhện trong họ Sparassidae.
Loài này thuộc chi Isopeda. Isopeda deianira được Tord Tamerlan Teodor Thorell miêu tả năm 1881.